# Afonso II del Congo
Afonso II, llamado también Mpemba a Nzinga, fue el manicongo que sucedió a Diogo I, ocupando brevemente el trono del Reino del Congo en 1561.

## Biografía
Poco se sabe acerca de Afonso II y su efímero reinado. Se cree que pudo haber sido un hijo ilegítimo de Diogo I, si bien algunas fuentes consideran que ambos eran hermanos; cualquiera de las dos circunstancias habría facilitado su acceso a la corona. 
Hacia 1555, seis años antes de la subida al trono del Afonso II, el rey Diogo I había cortado todas las relaciones que mantenía el país hasta entonces con Portugal, expulsando a todos los portugueses del reino. En Portugal, mientras tanto, Juan III era sucedido por Sebastián I de Portugal en 1557. 
Los portugueses intentaron regresar, conspirando con otro pretendiente al trono más favorable a sus intereses. Poco después de que Afonso II subiera al trono en 1561, Bernardo I asesinó al monarca y se instaló en el trono. La conspiración, sin embargo, no salió como esperaban los portugueses, ya que los portugueses que regresaron al país para apoyar el magnicidio y al nuevo rey fueron de nuevo expulsados o murieron en los disturbios populares que se produjeron durante ese mismo año de 1561.